# Adamsia palliata
Adamsia palliata — вид актиній родини Hormathiidae.

## Поширення
Вид поширений на північному сході Атлантики вздовж узбережжя Європи на південь до Азорських островів, а також у Північному та Середземному морях.

## Спосіб життя
Актинія трапляється в узбережних водах на глибині до 40 м. Зазвичай, живе на раковині черевоногих, населеній крабом-відлюдником Pagurus prideaux. Симбіоз між А. palliata і P. prideaux вигідний для обох тварин. Актинія отримує рухливу базу та доступ до харчових відходів, тоді як краб отримує захист від хижаків, що забезпечуються нематоцистами актинії. Однак це не є обов'язковий симбіоз. А. palliata може зрідка прикріплюватись до раковин інших крабів-відлюдників, або до кам'янистого дна.